# Sala Julio Bracho
La Sala Julio Bracho es una sala de cine que se encuentra en el Centro Cultural Universitario en la UNAM. 

## Historia
Fue inaugurada el 14 de enero de 1982 como homenaje póstumo al director Julio Bracho. La inauguración de esta sala ocurrió al mismo tiempo que la Sala José Revueltas con la dirección del Departamento de Actividades Cinematográficas de los Recintos Culturales y Deportivos de la UNAM.
El uso de esta sala es para la presentación de obras cinematográficas, experimentales o profesionales, cortos o largometrajes, o cualquier material fílmico. En 1998 se finalizó una renovación de la sala para poder tener nuevas butacas, mejor sonido en la sala y poder ofrecer proyecciones en 3D